# Сейшікі-1
Сейшікі № 1 (яп. 制式一号飛行機, Сейшікі Ічіґоу Хікоу кі) — японський біплан для Імперської армії Японії з тягловим гвинтом. Літак мав почати нове покоління японських літаків, яке б відповідало стандартам літаків у Європі, і назвався відповідно — «Сейшікі» (яп. 制式) позначає приведені до стандарту товари. Проте літак виявився невдалим і виготовили тільки один прототип.

## Історія
У травні 1915 року «Тимчасова група з дослідження військових аеростатів» почала експериментувати з дизайнами літаків з тягловим гвинтом і потужним 100-сильним двигуном. Заявленою метою було створення літака, який би став стандартом для Імперської армії. Для цього створили комітет зі службовців, навчених у Франції (інженер Шухей Івамото, капітани Нобухіде Сакурай і Акіра Мацуї), і досвідчених дизайнерів групи (лейтенанти Шіґеру Савада і Кенджіро Наґасава).
Дизайн багато в чому надихався німецькими дизайнами літаків (зокрема LVG B.I), це був біплан з більшим верхнім крилом на колісному шасі з розміщеним у носі двигуном. Для можливості перевезення на залізниці крила могли складатись уздовж фюзеляжу. Також використовувався двигун Mercedes D.I імпортований Імперською льотною асоціацією з Німеччини для їх Etrich Taube. Цей двигун пізніше почали виготовляти за ліцензією на Армійських арсеналах в Токіо і Наґої. Великий паливний бак місткістю 360 літрів дозволяв переліт між Токіо та Осакою. Це був перший японський літак, споряджена маса якого перевищила 1 тонну.
Будівництво закінчили 30 квітня 1916 року в цеху Групи в Торокодзаві і літак оптимістично назвали «Сейшікі № 1» («Офіційно затверджений»). 1 травня провели тести на землі, а вже 6 травня літак уперше здійнявся в повітря з лейтенантом Савадою за кермом. На жаль, політ був невдалим — після зльоту розгерметизувався паливний бак, що призвело до зупинки двигуна. Внаслідок аварійної посадки літак зазнав помітних ушкоджень, хоча пілот майже не постраждав.
Ремонт літака проходив на Армійському снарядному арсеналі в Наґої і завершився тільки в грудні. Окрім ремонту, провели декілька вдосконалень — зокрема бак перемістили в верхнє крило, внаслідок чого тиск палива підтримувався гравітацією, але через збільшення маси довелось додати розпірки на кінцях крила. Також збільшили площу елеронів і прибрали захисний бампер під фюзеляжем.
Після ремонту «Сейшікі № 1» знову відправився на тестові польоти, результати яких виявились невтішними. Особливо поганою була стабільність апарата, і ліквідація цього недоліку потребувала майже повної переробки дизайну. Сам «Сейшікі № 1» залишили для експериментальних пілотів. 24 липня 1917 року капітан Наканіші, таксуючи свій «Тип Мо-4» по аеродрому, випадково врізався у хвіст «Сейшікі № 1». Хоча пошкодження не були значними, літак вирішили не ремонтувати, а розібрати на запчастини.

## Тактико-технічні характеристики
Дані з Japanese Aircraft 1910—1941

### Технічні характеристики
- Екіпаж: 2 особи
- Довжина: 9,35 м
- Висота: 3 м
- Розмах крил: 15,1 м
- Площа крил: 40,5 м²
- Маса спорядженого: 1100 кг
- Навантаження на крило: 27,2 кг/м²
- Двигун: 6-ти циліндровий Mercedes D.I водяного охолодження
- Потужність: 100—110 к.с. к. с.
- Гвинт: Дволопатевий дерев'яний гвинт Heine
- Питома потужність: 10 кг/к.с.

### Льотні характеристики
- Максимальна швидкість: 108 км/год
- Тривалість польоту: 7 годин
- Швидкість набору висоти 1000 м: 10 хвилин